# Climat du Tchad
Le climat de la république du Tchad est très varié. Il est  de type saharien au Nord, sahélien au Centre, soudano-sahélien au Sud et soudanien à sub humide dans l’extrême Sud.

## Facteurs du climat
Le climat du Tchad est généralement chaud et sec. La partie nord du pays est caractérisée par un climat désertique, des températures moyennes qui peuvent atteindre 29 °C et des taux élevés d'évapotranspiration. Plus on se dirige vers le nord, plus les précipitations diminuent, ne dépassant parfois pas 10 mm par an.
La pluviométrie est relativement faible dans la majeure partie du pays. Elle est encore particulièrement instable d’une année à l’autre comme dans les autres pays du Sahel .
Le Tchad est divisé en trois zones climatiques : la zone désertique qui commence au Nord de l’isohyète 350 mm. Ici, la  saison des pluies s'amenuise  progressivement jusqu’à son arrêt définitif. En deuxième lieu, la zone sahélienne, où l'on retrouve une  saison des pluies  entre le début du mois de juin et celui de septembre. Elle a entre 300 et 600 mm de pluies par an. Enfin, la  zone tropicale, avec une pluviométrie supérieure à 950 mm, elle a également une saison sèche qui s'étale de novembre au mois de mai .
Le régime thermique est marqué par une période relativement froide allant de décembre à février (11°à 22 °C) et une période chaude de mars à juin (39 à 45 °C).

## Caractéristiques du climat
Le climat du Tchad est caractérisé par des températures moyennement  élevées et des amplitudes thermiques fortes, un régime de vent à dominance nord-est, une humidité relative moyennement faible et une évaporation élevée.
Il est marqué par une période chaude et une autre, relativement froide, qui va de décembre à février, avec des températures qui oscillent entre  11° à 22 °C. Celles-ci atteignent leur  maximum moyen en mars, allant de 35° à 38 °C au sud, en avril de 40° à 41 °C au centre. Aux mois de mai et juin,  elles sont à 42° voire 43 °C au nord .
Le maximum absolu est souvent de 46-47 C. De  juillet à août, on observe un minimum relatif occasionné par les chutes de pluie. Ledit minimum s'amenuise à mesure qu’on se déplace vers le nord. En revanche, le minimum du mois de janvier est plus accentué dans la zone saharienne. La température minimale absolue peut y chuter jusqu'en dessous de 0 °C .
Cependant, la température moyenne annuelle oscille entre  24° et 26 °C au sud,  entre 28° et 35 °C au nord.
Sur l’ensemble du pays, les températures moyennes minimales et maximales sont situées  entre 19 à 21 °C et 34 à + 37 °C.

## Types de climats

### Le climat  saharien
Le climat saharien, chaud, ensoleillé et aride, est caractérisé par des températures diurnes très élevées, une amplitude thermique très forte et des  précipitations très rares et irrégulières. On le retrouve  dans le  nord du pays, où les températures moyennes atteignent parfois 29 °C et des taux élevés d'évapotranspiration[réf. à confirmer]. La saison des pluies y dure deux mois.

#### Le climat  sahélien
C'est  un climat tropical sec à tendance aride, avec des précipitations irrégulières. Les pluies y tombent pendant deux,  trois ou, plus rarement, quatre mois. Le reste de l’année sévit  très longue saison sèche. On le rencontre au Centre  du pays.

##### Le climat soudano-sahélien
Le climat soudano-sahélien est un climat semi-aride avec une pluviosité annuelle  de 600 mm et des pluies qui durent en moyenne 120 jours . Il  ne comporte qu'une saison des pluies, l'hivernage, où s'associent les pluies zénithales et les pluies de mousson, et une saison sèche unique et prolongée. On le retrouve au Sud  du Tchad.

###### Le climat soudanien à subhumide
Il est humide et sa pluviosité annuelle  est de 1200 mm. On le rencontre à  l’extrême Sud du pays, où la saison pluvieuse dure plus de six mois.

## Incidences du climat
La pluviométrie et la répartition de sa couverture végétale  subdivise le Tchad en trois à quatre grandes zones bioclimatiques : la steppe, la savane arbustive, la savane arborée et la forêt claire .